# Lijst van voetbalinterlands Bermuda - Kaaimaneilanden
Deze lijst van voetbalinterlands is een overzicht van alle officiële voetbalwedstrijden tussen de nationale teams van Bermuda en de Kaaimaneilanden. De landen speelden tot op heden acht keer tegen elkaar. De eerste ontmoeting, een kwalificatiewedstrijd voor de Caribbean Cup 1998, werd gespeeld in George Town op 10 mei 1998. Het laatste duel, een kwalificatiewedstrijd voor het Wereldkampioenschap voetbal 2026, vond plaats op 4 juni 2025 in Devonshire.

## Wedstrijden
| № | Plaats      | Datum            | Competitie                      | Wedstrijd                 | Uitslag |
| - | ----------- | ---------------- | ------------------------------- | ------------------------- | ------- |
| 1 | George Town | 10 mei 1998      | Caribbean Cup 1998 kwalificatie | Kaaimaneilanden – Bermuda | 2 – 0   |
| 2 | Devonshire  | 7 mei 1999       | Caribbean Cup 1999 kwalificatie | Bermuda − Kaaimaneilanden | 4 − 1   |
| 3 | Kingstown   | 24 november 2004 | Caribbean Cup 2005 kwalificatie | Kaaimaneilanden − Bermuda | 1 − 2   |
| 4 | Devonshire  | 3 februari 2008  | WK 2010 kwalificatie            | Bermuda − Kaaimaneilanden | 1 − 1   |
| 5 | George Town | 31 maart 2008    | WK 2010 kwalificatie            | Kaaimaneilanden − Bermuda | 1 − 3   |
| 6 | George Town | 1 september 2008 | Caribbean Cup 2008 kwalificatie | Kaaimaneilanden − Bermuda | 0 − 0   |
| 7 | Bradenton   | 8 juni 2021      | WK 2022 kwalificatie            | Bermuda − Kaaimaneilanden | 1 − 1   |
| 8 | Devonshire  | 4 juni 2025      | WK 2026 kwalificatie            | Bermuda − Kaaimaneilanden | 5 − 0   |

## Samenvatting
| Competitie                 | Totaal gespeeld | Winst Bermuda | Gelijk | Winst Kaaimaneil. | Doelsaldo Bermuda – Kaaimaneil. |
| -------------------------- | --------------- | ------------- | ------ | ----------------- | ------------------------------- |
| WK-kwalificatie            | 4               | 2             | 2      | 0                 | 10 − 3                          |
| Caribbean Cup-kwalificatie | 4               | 2             | 1      | 1                 | 6 − 4                           |
| Totaal                     | 8               | 4             | 3      | 1                 | 16 − 7                          |

Wedstrijden bepaald door strafschoppen worden, in lijn met de FIFA, als een gelijkspel gerekend.